# Avortement à Malte

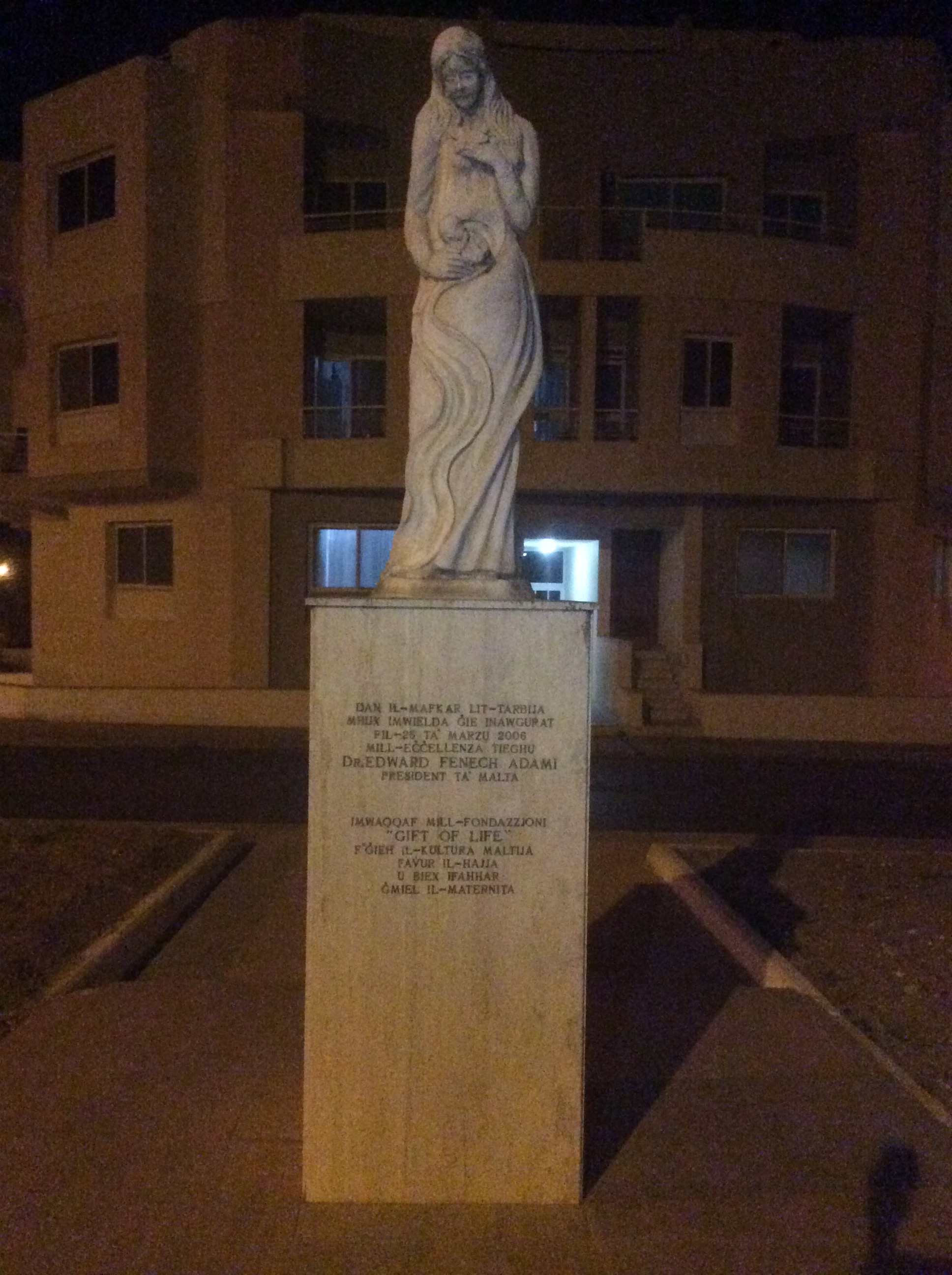
Monument dédié à l'enfant à naître, situé sur une route principale entre Mosta et Naxxar, inauguré par le président Eddie Fenech Adami en 2006.

L'avortement à Malte est très limité.

## Historique
Jusqu'en 2023, l'avortement à Malte était totalement illégal, sous peine de trois ans d'emprisonnement pour la femme avortant et quatre ans pour les médecins pratiquant l'avortement. Depuis 2023, les femmes peuvent avorter uniquement si leur vie est en danger et que le fœtus n’est pas viable.
Natalie Psaila et d'autres médecins de son collectif Doctors for Choice cherchent de faire évoluer la législation pour plus de souplesse, et aller jusqu'à la dépénalisation de l'avortement.
En 2025, une femme est condamnée à deux ans de prison avec sursis pour avoir eu recours à une IVG.